# Stitten
Stitten (în arabă ستيتين) este o comună din provincia El Bayadh, Algeria.
Populația comunei este de 6.022 de locuitori (2008).